# Über alles in der Welt
Über alles in der Welt ist ein in den Jahren 1940/1941 gedrehter deutscher Spielfilm von Karl Ritter, der direkt vom Reichsministerium für Volksaufklärung und Propaganda beauftragt wurde.
Es handelt sich um einen Vorbehaltsfilm der Friedrich-Wilhelm-Murnau-Stiftung. Er gehört damit zum Bestand der Stiftung, ist nicht für den Vertrieb freigegeben, und darf nur mit Zustimmung und unter Bedingungen der Stiftung gezeigt werden.
„… über alles in der Welt“ ist ein Zitat aus der ersten Strophe des Liedes der Deutschen.

## Handlung
In verschiedenen Episoden wird das Schicksal von im Ausland befindlichen Deutschen gezeigt, die nach Ausbruch des Zweiten Weltkriegs inhaftiert werden. Zum einen der in den Siemenswerken beschäftigte Deutsche Fritz Möbius, der in Paris verhaftet wird. Der Journalist Hans Wiegand, der an der Grenze festgenommen wird, sowie ein ganzes Tiroler Volksmusikensemble, das man trotz der Erklärung ihres Direktors „wir sind keine Deutschen, wir sind Tiroler“ in London verschleppt. Der deutsche Tanker „Elmshorn“ erhält auf hoher See den Befehl, wegen des Kriegsausbruchs einen neutralen Hafen anzulaufen. Da dies nicht gelingt, versenkt die Besatzung ihr eigenes Schiff, damit es nicht in die Hände des Feindes fällt. Ergänzt wird der Film mit Darstellungen des deutschen Vormarsches zu Land und in der Luft im Stile von Wochenschauen. Die Gegenwehr im Ausland lebender Deutscher in sogenannten „Emigranten-Legionen“ wird ebenfalls thematisiert.

## Produktion
Der Film wurde von der Universum-Film AG Berlin unter der Herstellungsleitung von Karl Ritter produziert und von der Afifa Berlin kopiert. Die Aufnahmeleitung lag bei Georg Dahlström. Die Bauten stammen von Walter Röhrig. Für optische Spezialeffekte und Trickkamera war Gerhard Huttula verantwortlich. Die Dreharbeiten fanden vom 3. Mai bis September 1940 in der Umgebung von Berlin und Danzig sowie in Greifswald und im Gebiet um den Großglockner statt. Der Film wurde im Verleih der Universum-Film Verleih am 21. März 1941 im UFA-Palast am Zoo in Berlin uraufgeführt.

## Rezeption
Am 4. April 1941 beschreibt die Zeitschrift Filmwelt als „atemberaubend gestaltetes, nicht mehr illustrierendes, sondern lebendiges Zeitgeschehen“.